# Pietro Girolamo Guglielmi
Pietro Girolamo Guglielmi (Jesi, 4 dicembre 1694 – Roma, 15 novembre 1773) è stato un cardinale italiano.

## Biografia
Pietro Girolamo Guglielmi nacque a Jesi il 4 dicembre 1694, terzo di quattro figli di Giovanni Lodovico e Camilla de' Galvani.
Avviatosi alla carriera ecclesiastica, non fu mai sacerdote, fermandosi all'ordinazione diaconale, ricevuta il 12 giugno 1745. Occupò dapprima diversi incarichi minori nella Curia romana; in seguito, nel 1753, fu nominato segretario della Congregazione dei vescovi e regolari e consultore della Congregazione dell'Inquisizione e di quella dei Riti.
Venne creato cardinale-presbitero da papa Clemente XIII nel concistoro del 24 settembre 1759. Il 19 novembre 1759 ottenne il titolo cardinalizio della Santissima Trinità al Monte Pincio.
Nel dicembre 1759 ottenne l'importante incarico di prefetto della Congregazione della disciplina dei regolari. Fu camerlengo del collegio cardinalizio dal 25 gennaio 1768 al 29 gennaio 1770. Come cardinale partecipò al conclave del 1769, che portò all'elezione di papa Clemente XIV.
Morì a Roma il 15 novembre 1773, venendo esposto alla pubblica venerazione nella basilica di Santa Maria sopra Minerva. I suoi resti riposano nella chiesa della Trinità dei Monti.